# تشاو يون
تشاو يون هو محامي ومحامي صيني، ولد في 1974 في تشيجيانغ في الصين. له علاقة بمملكة أسجارديا الفضائية.